# Galdhøpiggen
Galdhøpiggen est la montagne la plus élevée de Norvège, des Alpes scandinaves, de la péninsule scandinave, de Scandinavie et d'Europe du Nord avec 2 469 mètres d'altitude,. Elle se trouve dans la chaîne du Jotunheimen, dans la commune de Lom du fylke d'Innlandet.

## Toponymie
Galdhøpiggen est un oronyme norvégien qui signifie littéralement en français « le pic/la pointe de la montagne Galdhø ».

## Histoire
Galdhøpiggen est gravi pour la première fois en 1850 par Arnesen, Flaaten et Sulheim[réf. souhaitée].

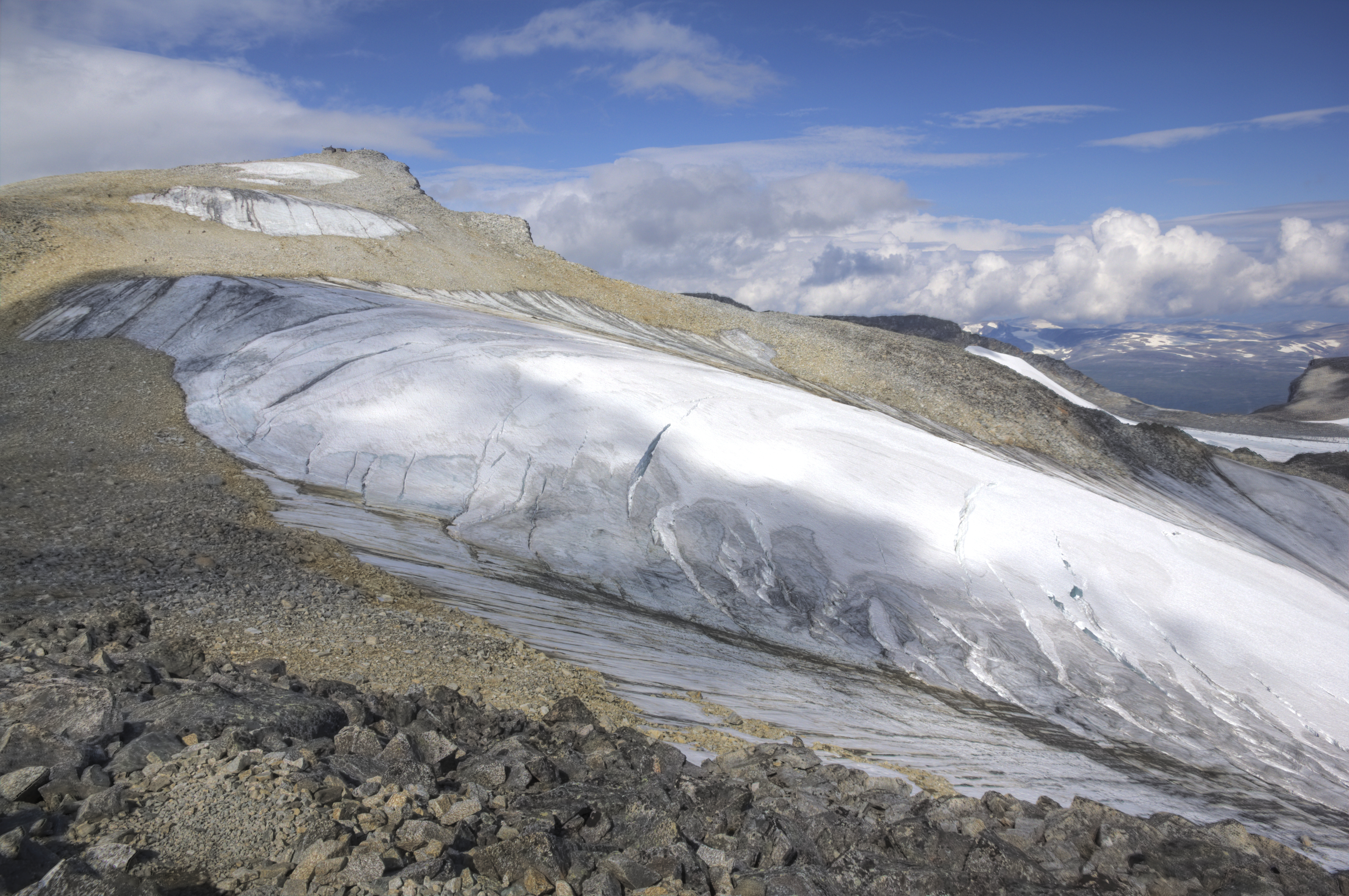
Le sommet de Galdhøpiggen.